# Diu satis
Diu satis (lat.: Lange genug) ist eine Enzyklika von Papst Pius VII., mit der er am 15. Mai 1800 die „Rückkehr zu den Prinzipien des Evangeliums“ forderte. Diese Enzyklika verfasste er im Exil der Abtei San Giorgio Maggiore in Venedig, welche unter österreichischem Schutz stand.

## Einleitung
Pius VII. führt aus, dass er nun schon „lange genug“ schweigsam gewesen sei, denn es waren bereits zwei Monate vergangen, dass er in das höchste Amt berufen worden war. Das Rundschreiben sei nun notwendig und für ihn keine angenehme Aufgabe. Er verweist auf seinen Vorgänger Pius VI., der 1799 im Exil starb und lange unter den politischen Schwierigkeiten regiert habe. Pius VII. wünschte sich, dass er dessen Stärke und Weisheit erlangen könne.

## Das Konklave
Dem von Kaiser Franz, apostolischer König von Ungarn und König von Böhmen, gewährten Schutz sprach er seinen Dank und Anerkennung aus. Dem Kaiser sei es insbesondere zu verdanken gewesen, dass sich das Konklave zur Wahl eines Nachfolgers habe zusammenfinden können.

## Die Macht und Stärke der Kirche
Es sei also gar bewiesen worden, erklärt Pius VII., dass es den Feinden der Kirche nicht gelungen sei, das „Haus Gottes“ zu stürzen. Die Reihenfolge und die Tradition der römischen Päpste nach Petrus seien fortgesetzt und gesichert worden. Dieses sei eine volle Demonstration der Stärke und gleichzeitig ein Beweis des lebenspendenden Glaubens.

## Gegen die Vertreibung aus Rom
Der Papst erklärt im weiteren Verlauf seiner Enzyklika, dass die Vertreibung des Papstes aus Rom gegen den von Gott gewollten Willen gerichtet sei. Die Eindringlinge bezeichnet der Papst als falsche Apostel und beschuldigt sie der Häresie, darüber hinaus seien ihre Schriften gegen die Worte der Heiligen Schrift gerichtet.

## Exhortatio
Die Exhortatio endet mit dem dringenden Wunsch und einer Mahnung, den herkömmlichen Stand des Evangeliums zu erneuern. Die Rückkehr zu den Prinzipien des Evangeliums, nämlich dem Sitz des Papstes in Rom und die volle Souveränität seien im und durch das Evangelium belegt.